# 베냉 컵
베냉 컵(Benin Cup)은 베냉 축구의 최고 녹아웃 토너먼트 대회이며, 1974년에 개최되었다.